# Gavi Bas
Gavi Bas o Gabi Bas (en llatí Gavius o Gabius Bassus) va ser un gramàtic romà.
Va escriure uns Commentarii i un tractat titulat De Origine Verborum et Vocabulorum que són mencionats per Aule Gel·li. Probablement és el mateix a qui Macrobi li atribueix un tractat, De Diis (Sobre els déus)
Un Gavi Bas va ser prefecte del Pont sota Trajà, però segurament és un personatge diferent, ja que l'autor dels Comentarii havia de ser un segle anterior. Gavius o Gabius apareix sovint corromput com a Gaius (Gai), cosa que porta confusions, ja que l'abreviació d'aquests noms sempre és C.